# Edmond Richard
Edmond Richard (6. ledna 1927 Paříž – 5. června 2018) byl francouzský kameraman, který ve Vincennes obdržel francouzskou filmovou cenu Prix Henri-Langlois za rok 2010.
Během aktivní dráhy spolupracoval s několika režiséry mezi jinými s Marcelem Carném. Nasnímal také poslední tři filmy Luise Buñuela. Nejintenzivněji však pracoval s Jeanem-Pierrem Mockym, jehož byl dvorním kameramanem.

## Filmografie
- 1962 : Le Procès – režie: Orson Welles
- 1963 : Le Concerto de la peur – režie: José Benazeraf
- 1964 : De l'amour – režie: Jean Aurel
- 1967 : Les Aventures extraordinaires de Cervantes (Cervantes) – režie: Vincent Sherman
- 1968 : L'Astragale – režie: Guy Casaril
- 1968 : Manon 70 – režie: Jean Aurel
- 1971 : Police Magnum (Kill!) – režie: Romain Gary
- 1972 : La Course du lièvre à travers les champs – režie: René Clément
- 1972 : Něžný půvab buržoazie – režie: Luis Buñuel
- 1974 : Přízrak svobody – režie: Luis Buñuel
- 1974 : La Merveilleuse visite – režie: Marcel Carné
- 1977 : Ten tajemný předmět touhy – režie: Luis Buñuel
- 1981 : La Soupe aux choux  – režie: Jean Girault
- 1982 : Litan – režie: Jean-Pierre Mocky
- 1982 : Les Misérables – režie: Robert Hossein
- 1984 : Rozhodčí – režie: Jean-Pierre Mocky
- 1985 : Le Pactole – režie: Jean-Pierre Mocky
- 1986 : La Machine à découdre – režie: Jean-Pierre Mocky
- 1991 : Mocky story – režie: Jean-Pierre Mocky
- 1991 : Mayrig – režie: Henri Verneuil
- 1992 : Don Quichotte – režie: Orson Welles
- 1993 : Le Mari de Léon – režie: Jean-Pierre Mocky
- 1994 : Bonsoir – režie: Jean-Pierre Mocky
- 1995 : Noir comme le souvenir – režie: Jean-Pierre Mocky
- 1997 : Alliance cherche doigt – režie: Jean-Pierre Mocky
- 1998 : Robin des mers – režie: Jean-Pierre Mocky
- 1998 : Vidange – režie: Jean-Pierre Mocky
- 2000 : Tout est calme – režie: Jean-Pierre Mocky
- 2000 : La candide madame Duff – režie: Jean-Pierre Mocky
- 2001 : La Bête de miséricorde – režie: Jean-Pierre Mocky
- 2002 : Les Araignées de la nuit – režie: Jean-Pierre Mocky
- 2003 : Le Furet – režie: Jean-Pierre Mocky
- 2004 : Touristes? Oh yes! – režie: Jean-Pierre Mocky
- 2005 : Grabuge ! – režie: Jean-Pierre Mocky
- 2006 : Le Bénévole – režie: Jean-Pierre Mocky
- 2007 : Les Ballets écarlates – režie: Jean-Pierre Mocky